# Ураков бугор

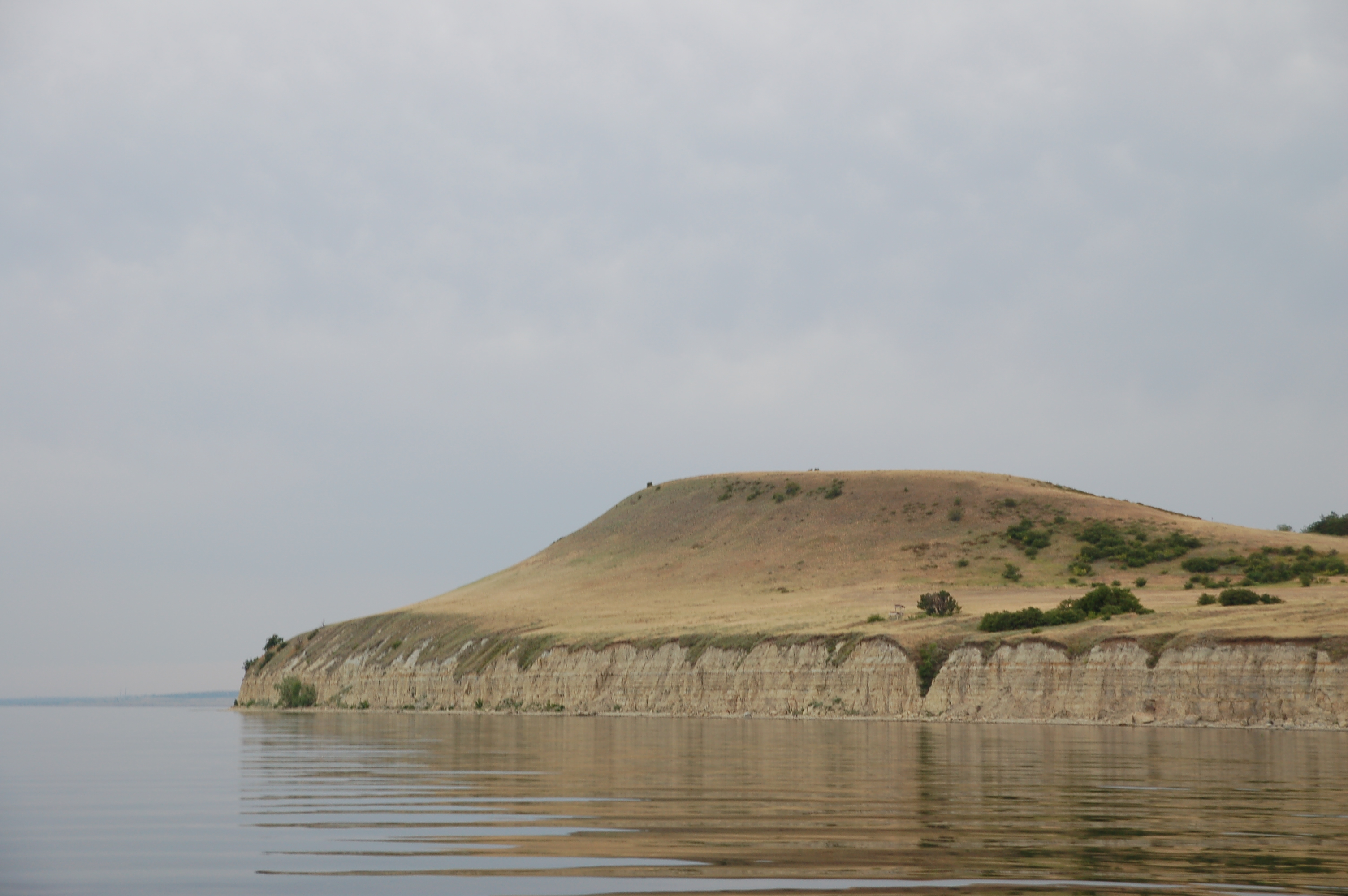
Ураков бугор. Вид с Волги

Ураков бугор — археологический памятник, стоянка эпохи мезолита. Находится к северо-востоку от города Камышина, на правом берегу Волги, между селами Нижняя Добринка и Дубовка. Стоянка расположена на мысу, границы которого фиксируются расположенными севернее и южнее него глубокими оврагами у Уракова бугра. Наибольшее число находок было датировано 10,5 тысячами лет до н. э., когда на этой территории доминировал тундро-степной ландшафт.
Археологические раскопки проводились в 1991—1992 годах экспедицией во главе с И. И. Дремовым. Площадь стоянки была оценена в от 1500 до 2500 квадратных метров. Из них были исследованы 76 квадратных метров. Археологами было найдено большое количество нуклеусов из кварцитопесчаника и кремня, с которых скалывались разнообразной формы пластины — всего 331 пластина. Кроме них были обнаружены скребки, резцы, два долотовидных и несколько тесловидных орудий, один трапециевидный микролит. Во время исследования нижней части культурного слоя исследователи нашли кости животных и рыб. Их идентификация позволила считать, что жители стоянки занимались охотой на лошадей и косуль, а из рыбы предпочитали ловить осетровые породы.